# Хадли, Патрик
Патрик Артур Шелдон Хадли (англ. Patrick Arthur Sheldon Hadley; 5 марта 1899, Кембридж, Соединённое королевство Великобритании и Ирландии — 17 декабря 1973, Кингс-Линн, Великобритания) — британский композитор.

## Биография
Родился 5 марта 1899 года в Кембридже в семье преподавателя Пембрукского колледжа Уильяма Шелдона Хадли и Эдит Джейн, урождённой Фостер, дочери Роберта Фостера, капеллана Королевской ирландской военной школы в Дублине. Обучался в Подготовительной школе Святого Ронана в Вест-Уэртинге в Лондоне и Винчестерском колледже. Первая мировая война прервала его образование. Хадли поступил на службу в армию и в звании второго лейтенанта служил в Королевской полевой артиллерии. В отличие от старшего брата погибшего на фронте, ему удалось выжить, но в конце войны, он получил травму, приведшую к ампутации правой ноги до колена. Это подорвало его психическое здоровье. Некоторое время Хадли злоупотреблял алкоголем.
После войны он продолжил образование в Пембрукском колледже, где учился у Чарльза Вуда и Сирила Рутэма. В 1922 году защитил степень бакалавра музыки. В 1925 году — степень магистра музыки. Поступил в Королевский музыкальный колледж в Лондоне, где обучался композиции у Ральфа Вогана Уильямса, дирижированию у Адриана Боула и Малкольма Сарджента. Во время обучения выиграл приз Салливана.
В 1925 году был принят в Королевский музыкальный колледж на место преподавателя композиции. В этот период Хадли был познакомился с Фредериком Делиусом, Эрнестом Джоном Мораном, Арнольдом Баксом, Уильямом Уолтоном, Аланом Роустхорном и Гербертом Хауэлсом.
В 1937—1938 годах композитор помогал своему другу и бывшему учителю Сирилу Рутэму, в то время неизлечимо больному, в работе над завершением его Второй Симфонии. В качестве личных секретарей, он и другие записывали продиктованное Рутэмом и транскрибировали весь набросок симфонии и оркестровали первые две её части. По просьбе Рутэма, Хадли завершил оркестровку финальной части после смерти композитора в марте 1938 года. В том же году Хадли получил стипендию Гонвилл-и-Гай-колледжа в Кембриджском университете и был назначен лектором музыкального факультета. Большая часть его времени уходила на административную деятельность, остальное — на творчество. Некоторые из его известных произведений были написаны во время и после Второй мировой войны.
Во время Второй мировой войны композитор сотрудничал с Борисом Ордом дирижером и музыкальным руководителем музыкального общества Кембриджского университета. Хадли также содействовал основанию Общества Гилберта и Салливана. В 1946 году он был избран на кафедру музыки в Кембриджском университете. Он занимал этот пост до своего ухода на пенсию в 1962 году. Среди учеников композитора были Раймонд Леппард, Дэвид Ламсден, Патрик Гауэрс, Филипп Леджер и Питер Ле-Урэ.
В 1962 году Хадли переехал в Хечем в графстве Норфолк. Он надеялся продолжить здесь работу над сборником народных песен, но не успел, скончавшись от рака горла. Композитор умер 17 декабря 1973 года в Кингс-Линн.

## Аудиозаписи
- Patrick Hadley. «I Sing Of A Maiden» — Патрик Хадли. «Я пою Деве» (1975) в исполнении хора мальчиков Кембриджского королевского колледжа (запись 2012 года).